# Бояри (зупинний пункт)
Бояри (біл. Баяры) — зупинний пункт Мінського відділення Білоруської залізниці в Молодечненському районі Мінської області. Розташований у селі Бояри; на лінії Мінськ-Пасажирський — Молодечно, поміж станцією Олехновичі і зупинним пунктом Лосі.